# Högskolan Dalarna
Högskolan Dalarna, (Université de Dalécarlie), est une université (Högskola) suédoise, située dans les villes Falun et Borlänge, dans le comté de Dalécarlie.
C'est l'une des institutions de l'enseignement supérieur les plus récentes de la Suède, créé en 1977. Elle est située en Dalécarlie, à 200 kilomètres au nord-ouest de Stockholm.
L'université compte actuellement environ 12 000 étudiants. Environ la moitié d'entre eux étudient à Falun, la capitale administrative de la province, alors que le reste étudient dans la ville voisine Borlänge et par l'enseignement à distance.